# Rouda
Rouda je samota po levé straně silnice I/27 mezi Plasy a Hadačkou, ležící na katastrálním území vesnice Babina v okresu Plzeň-sever.
Samotu tvoří dvě adresy, z nichž č. 46 je bývalou hájovnou plaského kláštera postavenou v roce 1767 při staré plaské cestě. Stavení spojuje pod jednou střechou obytnou i hospodářskou část, přičemž obytná část je obrácena štítem k silnici. Do budovy jsou vstupy z obou bočních průčelí, stropní trámy přesahují zdi o přibližně 60 cm a kryjí úzké zápraží. Štítové průčelí má v přízemí dvě dělená okna, samotný štít s dvěma ventilačními kruhovými okny je oddělen plochou římsou a završen polovalbovou střechou. Ve štítě je vsazen kamenný znak opata s vročením.